# Camera dei rappresentanti (Filippine)
La Camera dei rappresentanti (in filippino: Kapulungan ng mga Kinatawan; in spagnolo: Cámara de Representantes) è la camera bassa del Congresso delle Filippine e si affianca al Senato, che costituisce la camera alta; entrambe le assemblee detengono il potere legislativo.
I componenti della Camera sono riconosciuti come membri del Congresso (mga kinatawan; mga konggresista) e ricevono il titolo di rappresentanti. Un membro del Congresso può essere eletto per un mandato della durata di tre anni e rieletto nuovamente, ma non può servire più di tre mandati consecutivi. Circa l'80% dei membri del Congresso sono rappresentanti di distretti elettorali, che corrispondono ad una particolare area geografica. Ci sono 234 distretti elettorali nel paese, ciascuno dei quali è composto da circa 250.000 persone. Ci sono anche rappresentanti di liste elettorali eletti attraverso un sistema di liste che costituisce non più del 20% del numero totale di rappresentanti.
Oltre a dare il proprio consenso su ogni proposta di legge, al fine di essere passata per la firma del presidente per diventare legge, la Camera dei Rappresentanti ha il potere di mettere in stato accusa alcuni funzionari, e qualsiasi legge che comprenda tassazioni o spese del governo deve essere originata dalla camera bassa.
La Camera dei rappresentanti è guidata da un presidente, carica attualmente occupata da Martin Romuáldez, e la sua sede ufficiale è chiamata Batasang Pambansa (letteralmente, legislatura nazionale), situata nel baranggay di Batasan Hills, a Quezon. L'edificio è spesso chiamato solamente Batasan; la parola è diventata inoltre una metonimia per riferirsi alla Camera dei rappresentanti.